# エルタム (ニュージーランド)

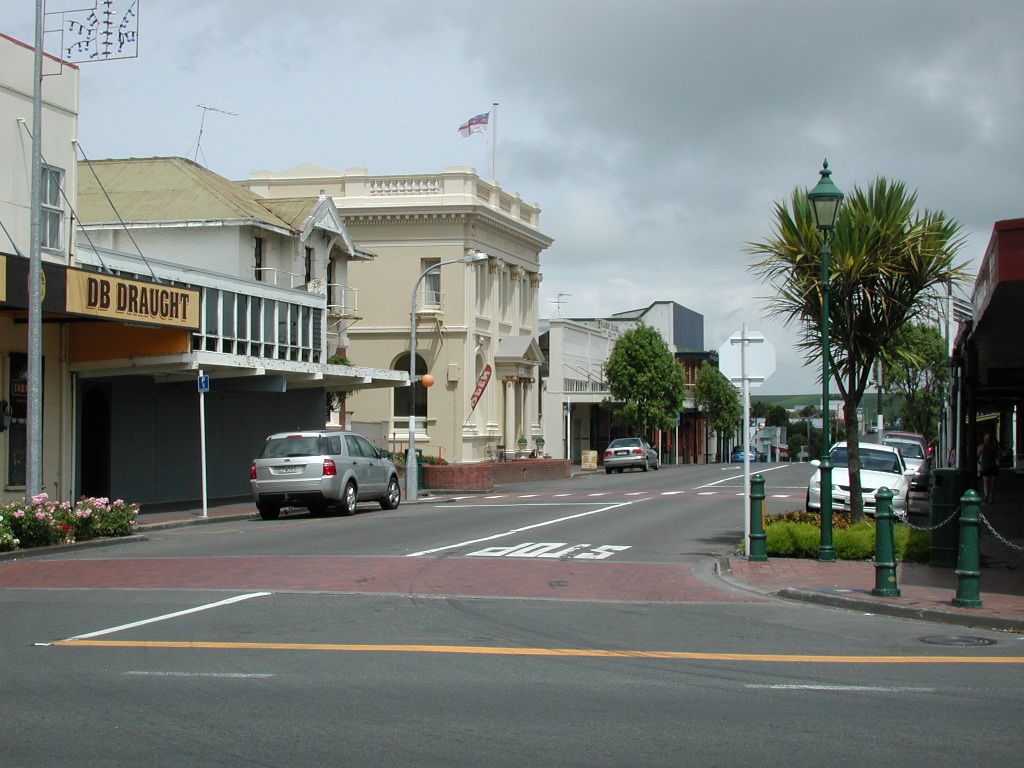
エルタム.

エルタム (英: Eltham) は、ニュージーランドの北島のタラナキ地方東南部にある小さな田舎町で、ストラトフォードから約11km内陸に位置する。ハウェラからの距離は19kmとなる。町の人口は、2006年において1,980人であった。

## 出身人物
- ロナルド・サイム